# یاسچا ووش
یاسچا ووش (انگلیسی: Joscha Wosz؛ زادهٔ ۲۰ ژوئیهٔ ۲۰۰۲) بازیکن فوتبال اهل آلمان است.
وی همچنین در تیم ملی فوتبال جوانان آلمان بازی کرده‌است.